# Didier Stathopoulos
 (février 2024).
Didier Stathopoulos est un plasticien français né à Autun en 1956. Il est également enseignant en art,.
Il est professeur agrégé en arts visuels et histoire de l'art à l'université de Franche-Comté.